# Tetragonopterus signatus
Tetragonopterus signatus es una especie de peces Characiformes de la familia Characidae.

## Taxonomía
Esta especie fue descrita originalmente en el año 1861 por el zoólogo alemán, nacionalizado argentino, Carlos Germán Conrado Burmeister.

## Distribución geográfica
Habita en el centro-este de Sudamérica, en la cuenca del Plata, sobre el río Paraná medio, en el nordeste de la Argentina, cerca de la ciudad de Rosario, provincia de Santa Fe.

## Descripción
El cuerpo es ovalado, bastante alto,  lateralmente muy comprimido; el largo es un poco más que el doble del alto. El escamado es diminuto pequeñas, muestra 18 hileras de escamas entre el dorso y aletas ventrales, y al menos 50 hileras sobre la línea lateral. La coloración general es plateada, dorsalmente es gris-plomo; al comienzo de la línea lateral exhibe una mancha negra. Las medidas son 3 pulgadas de largo por 1 y un tercio de alto.